# 雅典地鐵3號線
雅典地鐵3號線（羅馬化：Grammi 3）是雅典地鐵的線路之一，自西向東橫穿雅典市區。雅典地鐵3號線首批開業的區間在2000年1月28日和雅典地鐵2號線同日開通。2012年，雅典地鐵3號線延伸工程竣工通車。

## 使用車輛
- 由阿爾斯通-ADTranz-西門子製造的第一代列車
- 由韓華集團-Rotem(現今的現代Rotem)-三菱製造的直交兩用型第二代列車

### 用車限制
由於地鐵3號線Doukissis Plakentias站以西的路段與交流電化的近郊鐵路共線，只有第二代列車方可運行至機場站，以第一代列車行走的班次需要以Doukissis Plakentias站為終點站。
另外第二代列車出入Doukissis Plakentias站以西的地鐵隧道入口的時候需要停車，以便切換750V直流電和25000V交流電兩套不同的電氣化系統。

## 外部連結
- Athens Metro official website